# إيليا لونداريدزي
إيليا لونداريدزي مواليد 15 سبتمبر 1989 في تبليسي، الجمهورية الجورجية السوفيتية الاشتراكية، هو لاعب كرة سلة جورجي بدأ مسيرته الاحترافية في سنة 2008 يلعب في دوري السوبر الجورجي لكرة السلة كلاعب وسط ويحمل الرقم 9. يبلغ طوله 6 قدم 9 بوصة (2.1 م).

## روابط خارجية
- إيليا لونداريدزي على موقع الاتحاد الدولي لكرة السلة (الإنجليزية)
- إيليا لونداريدزي على موقع كرة السلة الأوروبية.كوم (الإنجليزية)
- إيليا لونداريدزي على موقع ريلجم (الإنجليزية)
- إيليا لونداريدزي على موقع بروبوليرز (الإنجليزية)